# Kami Garcia

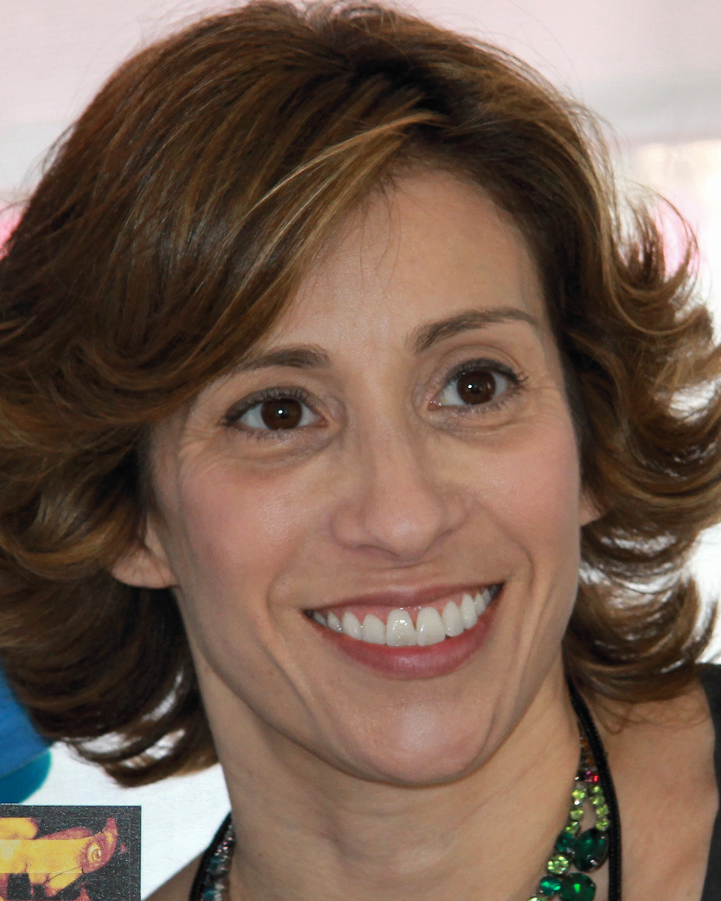
Kami Garcia al "Texas Book Festival" del 2013

Kami Garcia (25 marzo 1972) è una scrittrice statunitense.

## Biografia
Cresce a Washington, per poi trasferirsi definitivamente a Los Angeles. Kami è un insegnante e dirige "gruppi del libro" per bambini e adolescenti. È sposata e ha due figli, un maschio e una femmina.
Kami è la coautrice, insieme all'amica Margaret Stohl, della serie di romanzi dark fantasy romance The Caster Chronicles. La serie è formata da quattro libri: La sedicesima luna, La diciassettesima luna, La diciottesima luna, La diciannovesima luna ed una novella, Sogni di tenebra. È ambientata nella piccola città romanzesca di Gatlin, Carolina del Sud, e narra le avventure ricche di azione e amore di Ethan Wate, ragazzo adolescente, e Lena Duchannes, maga di cui Ethan è perdutamente innamorato.
Il primo libro, La sedicesima luna divenne best seller internazionale ed è sulla lista di best seller del New York Times. È stato pubblicato in 39 paesi e è stato tradotto in 28 lingue; ne è stato tratto un film nel 2013 dal titolo Beautiful Creatures - La sedicesima luna.

## Opere

### The Caster Chronicles(oLa sedicesima lunaoBeautiful Creatures)
Scritta con Margaret Stohl
1. La sedicesima luna (Beautiful Creatures, 2009) (ripubblicato poi nel 2013 come Beautiful Creatures - La sedicesima luna)
2. La diciassettesima luna (Beautiful Darkness, 2010)
3. La diciottesima luna (Beautiful Chaos, 2011)
4. La diciannovesima luna (Beautiful Redemption, 2012)

- Sogni di tenebra (Dream Dark, 2011) - Speciale, esterno alla tetralogia principale (corrisponde al volume 2.5 della saga, quindi la sua storia si svolge tra La diciassettesima e La diciottesima luna)

A marzo 2015 la Mondadori ha pubblicato l'intera saga in un unico libro dal titolo Beautiful Creatures - La saga completa.

### Spin off diThe Caster Chronicles(Dangerous Creatures Saga)
1. Dangerous Creatures (2014) - Ancora inedito in Italia
2. Dangerous Deception (2015) - Ancora inedito in Italia

- Dangerous Dream (2013) - Ancora inedito in Italia - Speciale, edito solo in e-book, corrisponde al volume 0.5 della saga, ed è perciò un breve prequel

### The Legion
- Unbreakable, 2014 (Unbreakable, 2013)
- Unmarked, 2015 (Unmarked, 2014)